# Дражиця (Хорватія)
45°43′ пн. ш. 16°58′ сх. д. / 45.72° пн. ш. 16.97° сх. д.
Дражиця (хорв. Dražica) — населений пункт у Хорватії, у Б'єловарсько-Білогорській жупанії у складі громади Великий Ґрджеваць.

## Населення
Населення за даними перепису 2011 року становило 163 осіб.
Динаміка чисельності населення поселення: